# トマール
座標: 北緯39度36分 西経8度24分 / 北緯39.600度 西経8.400度
トマール（ポルトガル語: Tomar [tuˈmaɾ] ( 音声ファイル)）は、ポルトガルの都市で、サンタレン県に属する。ナバオン川の中流に位置し、ユネスコの世界遺産に登録されているキリスト教修道院やシナゴガ（シナゴーグ）といった歴史遺産や4年ごとに開催されるタブレイロスの祭りで有名である。

## 歴史

### キリスト騎士団の時代
トマールの地下には、古代ローマの都市であるNabantiaと Selliumが眠っていることから、歴史は古い。ムーア人の征服をレコンキスタで克服した後、トマールの重要性は高まった。1147年のサンタレンの戦いでポルトガルの勝利に大きく貢献したことに対して、アフォンソ1世がトマールの土地を恩賞として、テンプル騎士団に与えたことを出発点とする。
1160年に、キリスト教修道院の建設が始まり、テンプル騎士団の本部としての機能を持つと同時に、対ムーア人の最前線となった。1190年には、ムワッヒド朝の手によって、一度、トマールは包囲を受けるが、騎士団は、ムワッヒド朝の軍隊を退けることに成功した。
1314年、ローマ教皇は、全ヨーロッパでのテンプル騎士団の活動の禁止を布告するとディニス1世は、テンプル騎士団の代わりに、キリスト騎士団が新たに、トマールを統治するようになった。キリスト騎士団は、1319年にアルガルヴェ地方のカストロ・マリムにいったんは移動するが、1356年には、再び、トマールへ戻ってきている。
エンリケ航海王子は、キリスト騎士団の団長を務めたことがあり、騎士団の資源と知識を活用することで、アフリカ・大西洋への航海を成功したと信じられている。騎士団の十字架の紋章は、キャラベル船の帆を彩り、1514年までの期間、トマールのキリスト騎士団を通して、新たにポルトガルが到達した地域でのキリスト教布教が展開された。また、エンリケ航海王子は、ナバオン川の治水を指示すると同時に、今日にも残るトマールの市街地の設計を行った。
1438年には、ドゥアルテ1世がリスボンからペストを逃れるために、トマールで滞在をしたが、その後、トマールで客死した。
1492年以降、スペインで異端審問が本格的となると、スペインから多くのユダヤ人が逃れてきた。トマールにおけるユダヤ人人口の増大によって、トマールには、新たな交易と技術がもたらされ、町は活気に満ち溢れるようになった。トマールが獲得した経験によって、アフリカへの新しい貿易航路を確保することに成功した。また、トマールにはシナゴーグが建設され、現存している。
マヌエル1世の時代にキリスト教修道院は、ルネサンス様式の性格を帯びるマヌエル建築の改造が施された。

### 反宗教改革とユダヤ人
しかしながら、反宗教改革の嵐はポルトガルを覆うこととなる。また、隣国スペインのポルトガルへの圧力も徐々に大きくなる中で、詔で、「ポルトガル国内に居住しているユダヤ人は、速やかにキリスト教徒になること、ただし、ポルトガル国内から立ち去ることは禁止する」旨を発表した。この詔の背景には、ユダヤ人がポルトガルから立ち去ることで、ポルトガル海上帝国を支えてきた知識と商業資本が流出することを危惧したとされる。とはいえ、反ユダヤ人の嵐が吹き止むことはなく、裕福なユダヤ人は、ポルトガルを立ち去り、ポルトガルを立ち去ることができなかったものは改宗を余儀なくされた。また、数百人もののユダヤ人と新教徒は、逮捕され、宗教裁判所による判決で火刑の処分を受けた。
1581年、スペインとポルトガルの同君連合が成立する。フィリペ1世の指示を受けたコルテスにトマールは統治されることとなった。

### 近代
18世紀を通して、トマールはポルトガルの中でも、最初に産業化が始まった地域となった。女王マリア1世の時代、王室の庇護を受けた織物工場がトマールで勃興した。また、ナバオン川の水流が動力源となり、製紙、鋳造、ガラス、絹、石鹸加工などの工場が建設された。
半島戦争の際には、トマールはフランス軍に占領されたが、後に、フランス軍に反抗の姿勢を示している。後にワーテルローの戦いでナポレオンを破るアーサー・ウェルズリーは、イギリス軍を用いてトマールを解放している。
1834年、キリスト騎士団を含めた全ての騎士団がトマールから消滅する形となった。

## 文化遺産
トマールには数多くの文化遺産が残されている。以下にその代表をあげる。
- トマールのキリスト教修道院 - 1983年に、ユネスコの世界遺産に登録された。12世紀から16世紀の間に建設が行われ、トマールの町の発展とともに歩んできた修道院である。
- サンタ・マリア・ド・オリヴァル教会 - 13世紀に、テンプル騎士団の手によって建設されたゴシック建築の教会。
- トマールのシナゴガ - トマールに残る中世のシナゴーグは、ポルトガル国内で最も保存がいい。ゴシック様式のヴォールトが施されている。現在は博物館として、祭礼用の聖具やユダヤ人の歴史の資料を残す。
- サン・ジョアン教会 - トマールの中心街にある教会。15世紀から16世紀の間に多くが建築されたゴシック様式の教会であり、マヌエル様式の塔は、16世紀に作られた時計が埋め込まれている。また、ポルトガルのルネサンス画家グレゴリオ・ロペスの絵が残る。
- ノッサ・セニョーラ・ダ・コンセイサソン礼拝堂 - 1532年から1540年に建設されたルネサンス建築の礼拝堂。もともとは、ジョアン3世の墓所として建築が進められた。
- サンタ・イリア教会と修道院 - ナバオン川の近くにあり、16世紀の初めに建設されたルネサンス建築。細部には、マヌエル様式が施されている。

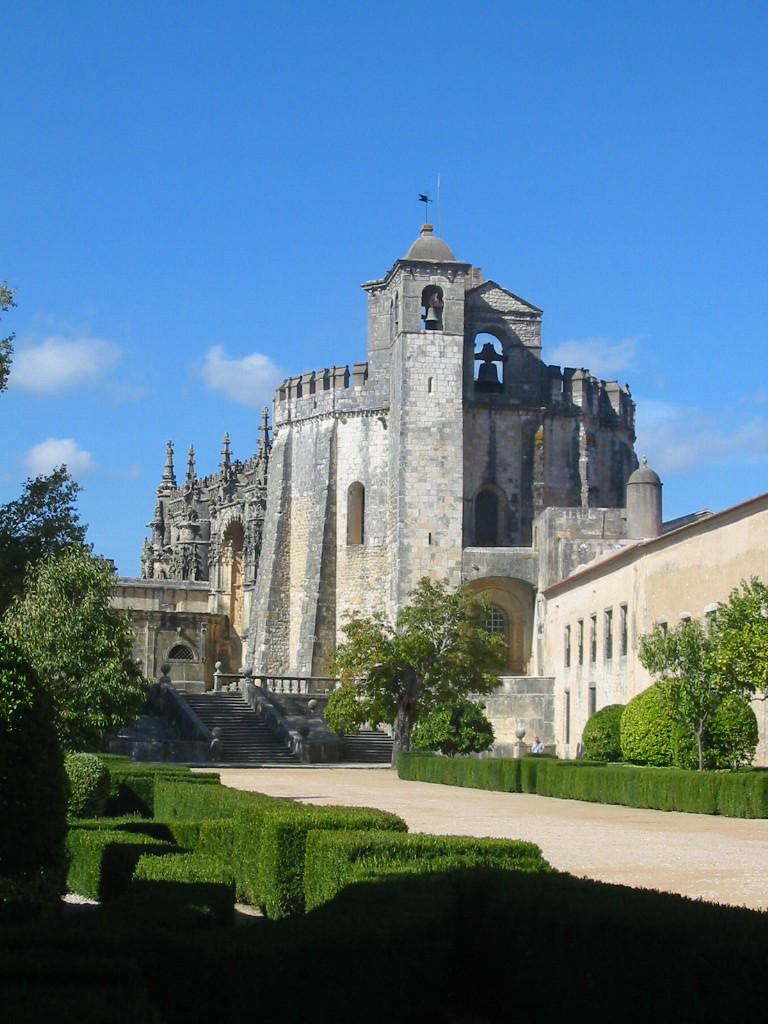
トマールのキリスト教修道院
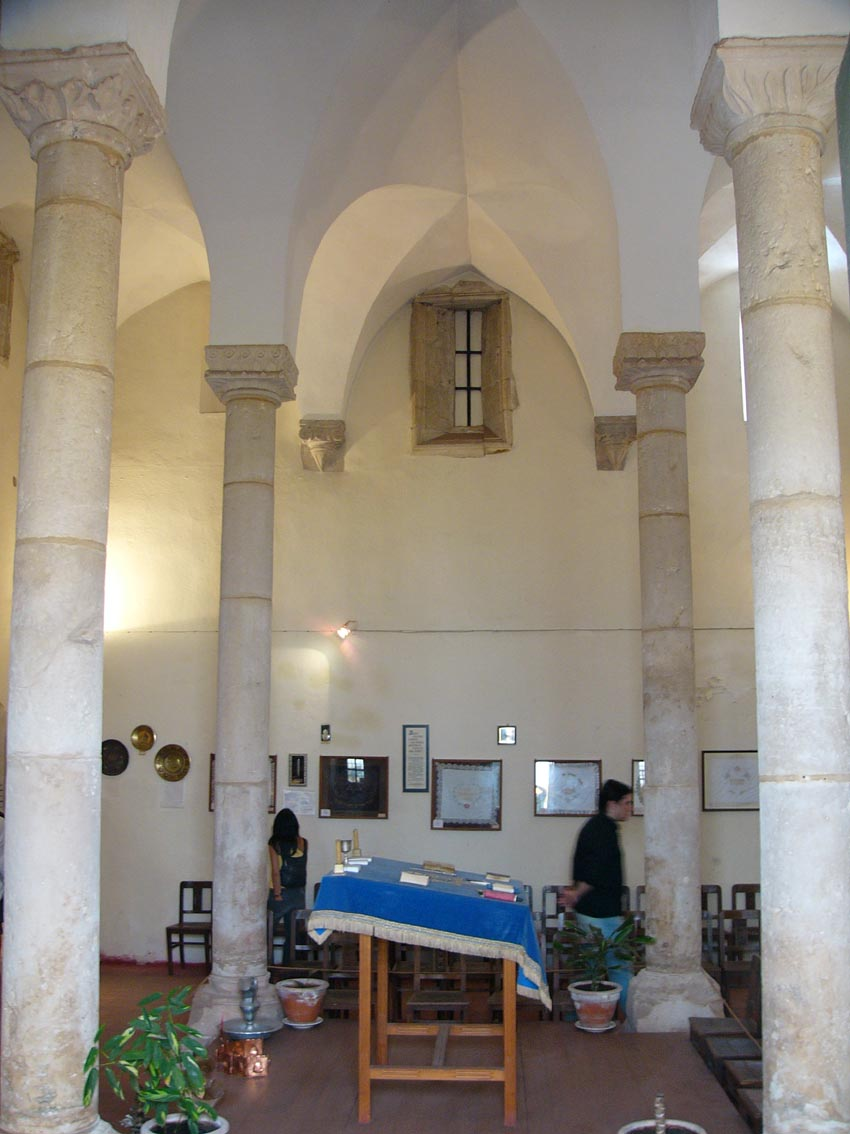
トマールのシナゴガ(シナゴーグ)
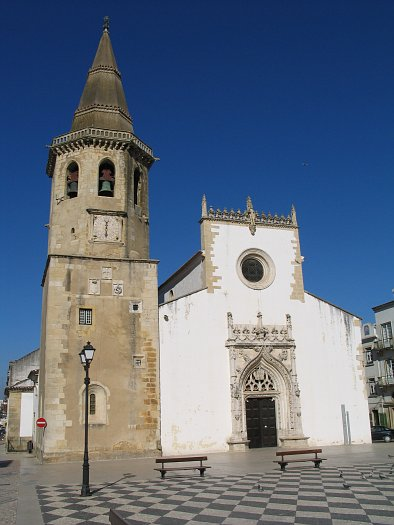
サン・ジョアン教会
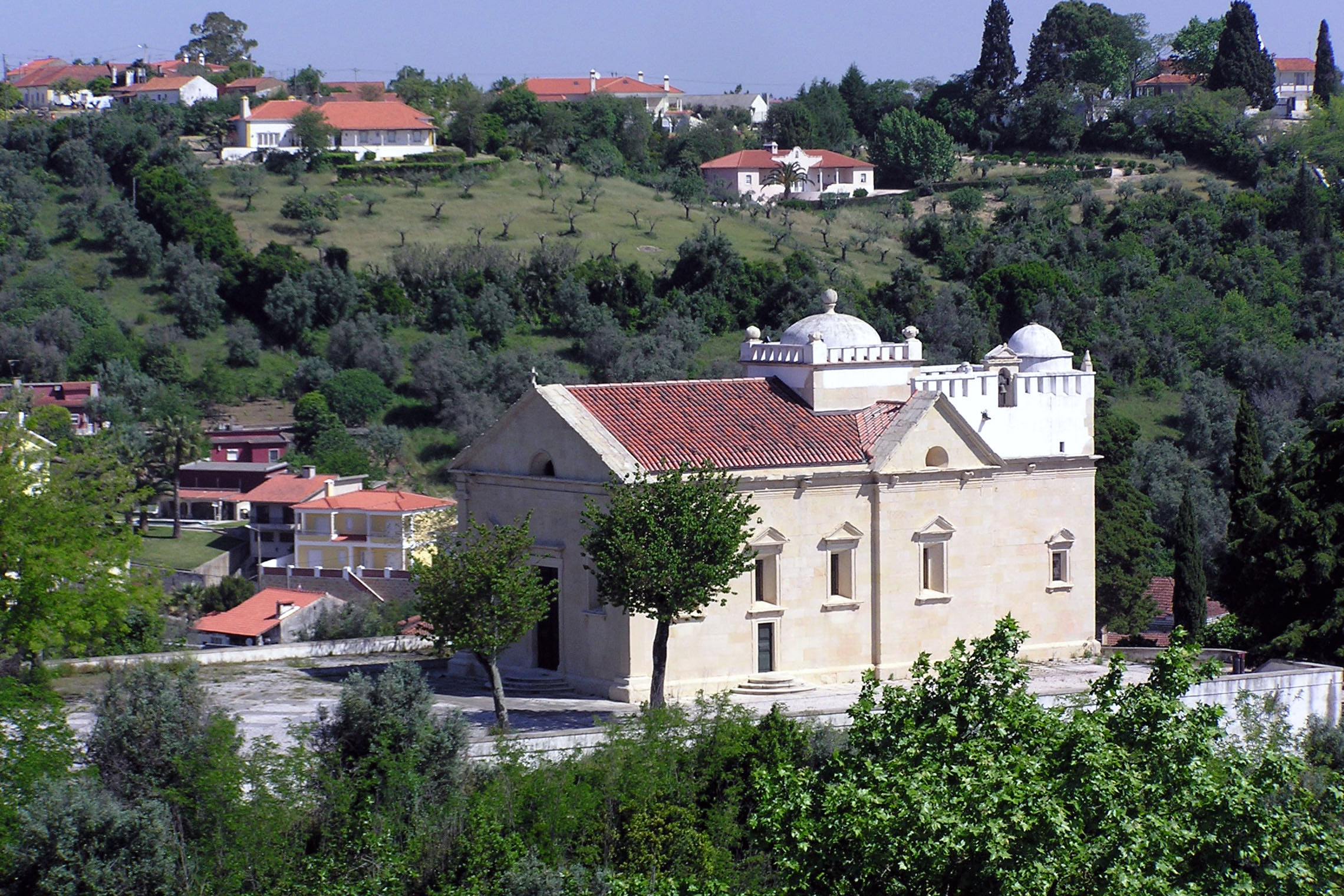
ノサ・セニョーラ・ダ・コンセイサソン礼拝堂
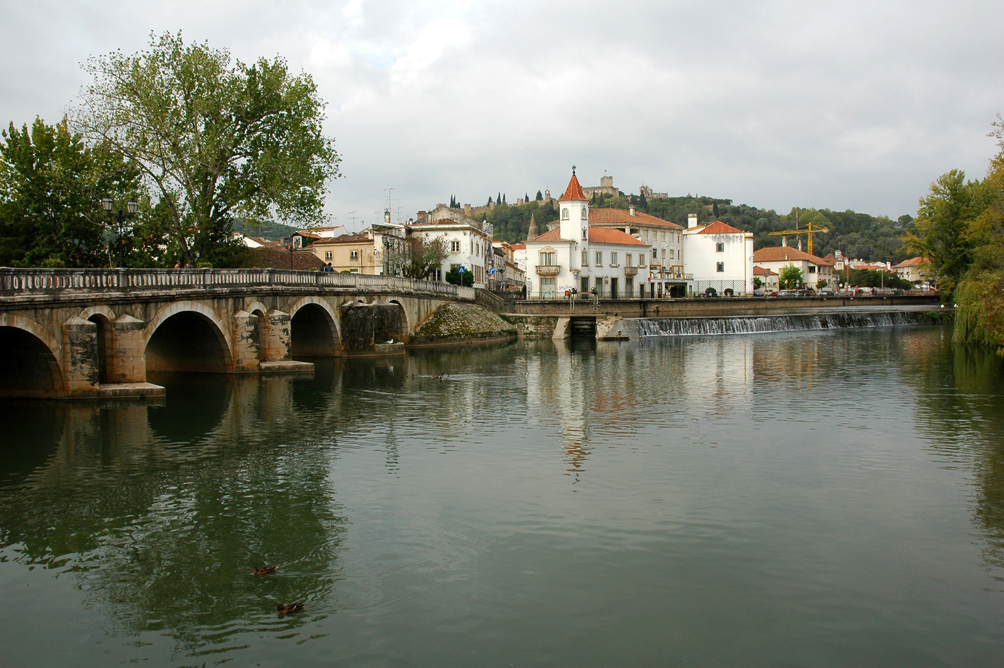
ナバオン川
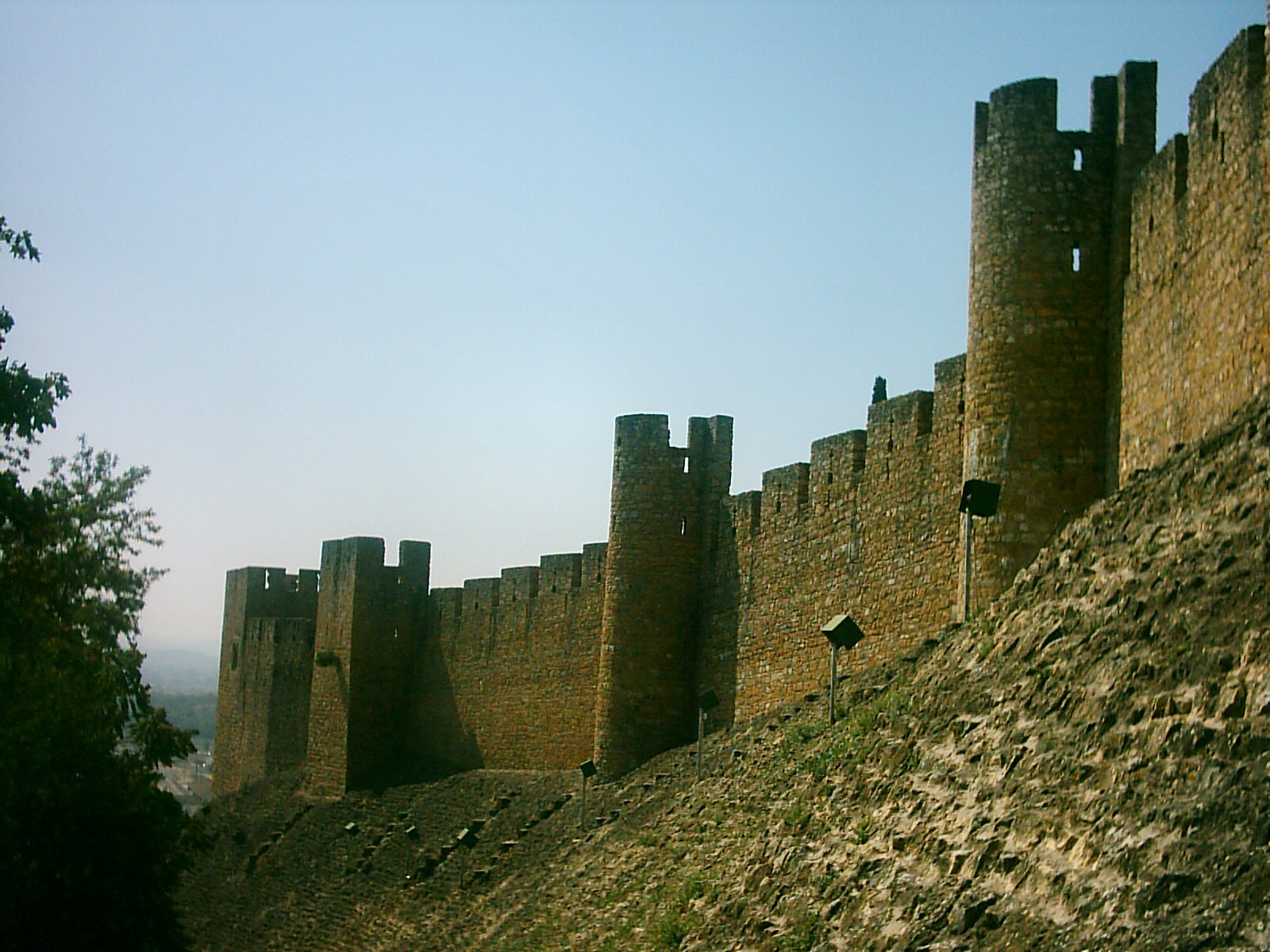
トマール城の城壁
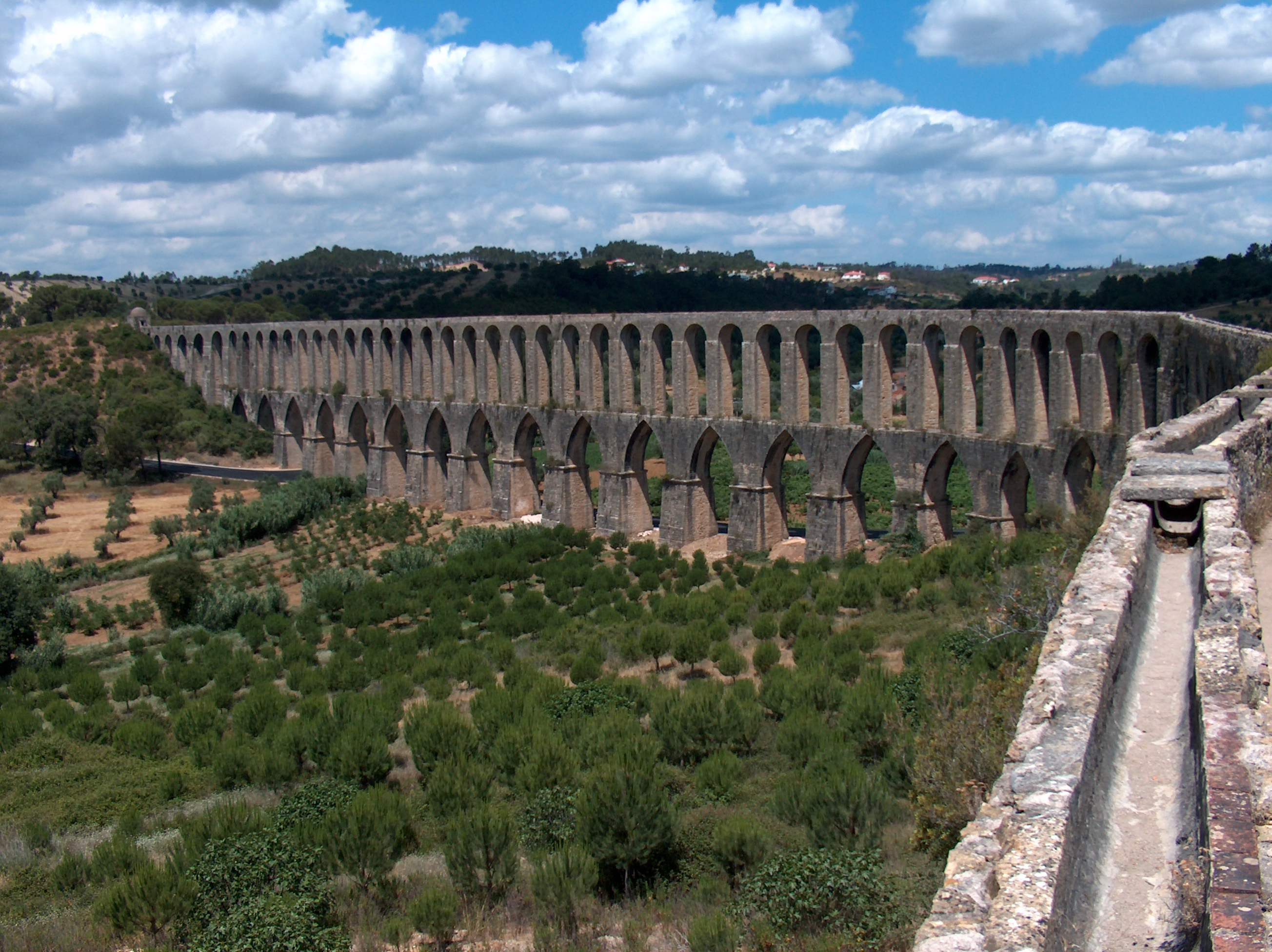
トマールに残る送水路

## 経済
かつてのトマールは、ポルトガルにおける工業と商業の中心であったが、現在は、多くの工場が閉鎖している。キリスト教修道院が、UNESCOの世界遺産に登録されて以来、観光業が主要産業となっている。
また、観光以外の産業といえば、製紙、木材加工、食料品、陶磁器の製造となる。加えて、オリーヴ・オイル、ワイン、小麦、種実類を産出している。

## 休日・祝祭
トマールは3月1日を都市の祝日としている。
また、トマールにおいては、タブレイロスの祭りが有名であり、4年に1度、7月の上旬に開催される。